# 結城城
結城城（ゆうきじょう）は、茨城県結城市結城にあった日本の城。室町時代には結城合戦の舞台となった事で知られる。江戸時代には結城藩の藩庁が置かれた。結城市指定史跡。

## 概要
小山下野大掾政光の四男朝光が、志田義広の乱制圧の功により結城郡の地頭職に補任され、当地に城を築いたのが結城城の始まりである。
その後、室町時代まで結城氏が引き続き拠ったが、永享12年（1440年）、永享の乱で敗死した鎌倉公方足利持氏の遺児春王・安王兄弟を擁立し、室町幕府に反旗を翻した。結城氏朝・持朝他反幕府方は結城城に篭城し、一年近く多勢の幕府方に抗したが、嘉吉元年（1441年）、氏朝・持朝は討ち死にし、結城城も落城、結城氏は一時没落することとなった
文安4年（1447年）、足利成氏が鎌倉公方再興を許されると、佐竹氏の庇護を受けていた氏朝の四男成朝が旧領に封じられ、結城城に入った。その後、江戸時代初頭まで結城氏の居城として用いられた。
小田原征伐後、結城家は徳川家康の次男秀康を養子として迎え、関ヶ原の戦いの後秀康が越前に移封となると、結城の地は一時天領となり、結城城も廃城となった。
廃城に際して、家康の命により結城城の御殿、隅櫓、御台所、太鼓櫓、築地三筋塀、下馬札を埼玉県鴻巣市の勝願寺へ移築され結城御殿と呼ばれた。移築された御殿は百十四畳敷きの大方丈「金の間」、九十六畳敷きの小方丈「銀の間」に分けられ。大方丈は将軍来訪の際に使用されたことから「御成の間」とも呼ばれた。また、「金の間」には家康の像が、「銀の間」には黒本尊と呼ばれる秀康の念持仏が置かれていた。さらに結城城下の華厳寺にあった鐘も移築された。
元禄13年（1700年）、水野家宗家筋の水野勝長が能登より1万8,000石で封じられ、以後明治維新まで水野氏10代がこの地を治めた。元禄16年（1703年）には結城城の再興が許され、築城が開始された。
戊辰戦争の際には佐幕派が城を占拠したため、新政府軍の攻撃を受け、城の建物は多くが焼失した。

## 歴史・沿革
- 養和元年（1181年）、志田義広の乱制圧の功により、結城朝光が結城郡地頭職に補任された。
- 寿永2年（1183年）、朝光により結城城が築城される。
- 永享12年（1440年）、結城氏朝が、敗死した足利持氏の遺児春王および安王を戴き、室町幕府に反旗を翻した。（結城合戦）
- 嘉吉元年（1441年）、結城氏方が拠った結城城が落城し、氏朝・持朝父子は討ち死にした。
- 文安4年（1447年）、佐竹氏の庇護を受けていた氏朝の四男成朝が成氏に取り立てられ、旧地に復した。
- 天正18年（1590年）、小田原征伐において晴朝は豊臣氏方に付き、所領を安堵された。同戦役後、晴朝は秀吉の養子となっていた家康の長男秀康を養嫡子として迎えた。
- 慶長6年（1601年）、秀康が越前に移封され、結城城は破却され、一時廃城となった。
- 元禄13年（1700年）、水野勝長が当地に移封された。
- 元禄16年（1703年）、水野氏が結城城の再興を幕府に願い出、結城城が再築城された。
- 慶応4年（1868年）、佐幕派が結城城を占拠し、このため新政府軍に攻められ落城し廃城となった。
- 昭和39年（1964年）、9月1日付で市指定文化財（史跡）に指定。

## 構造
北に田川が流れ、東に深田が入り込む、台地北東端に占地する。西および南には田川の旧河道等を利用した堀が設けられ、台地との間を遮断している。
城域内部は、北東端の実城、実城西側の西舘、実城の南の中城、中館の更に南の東館、の大きく四つの郭に区分され、それぞれの郭間に深い堀が設けられている。堀の作りは全体的に直線的で単調であるが、中城の周りの空堀には折れが見られる。

## 考古資料

### 遺構
現在城域は公園および宅地として開発されており、遺構の保存状態は必ずしも良くない。各郭間に設けられた堀も多くが失われたが、実城西から南および中城南西部に空堀が残る。また、中城の東から西館の西、および、東館の南から東に掛けて、それぞれ水堀の跡が残る。